# Cold River
De Cold River is een 27 km lange rivier die door de Amerikaanse staten Maine en New Hampshire stroomt. De Cold River ontspringt in de hoogtes van Evans Notch en eindigt uiteindelijk, na samen te gaan met de kleinere Mad River en Little Cold River, in Charles Pond bij Fryeburg. 